# Прапор Молдавської РСР
Пра́пор Молда́вської РСР (рум. Drapelul RSS Moldovenești, рум. Драпелул РСС Молдовенешть) — один з державних символів Молдавської Радянської Соціалістичної Республіки.

## Опис
Прапор Молдавської РСР являв собою прямокутне червоне полотнище з горизонтальною зеленою смугою посередині на всю довжину прапора. Ширина смуги становить одну четверту ширини прапора. У верхньому лівому куті, на відстані однієї четвертої від ратища, зображені золоті серп та молот, над якими червона п'ятипроменева зірка, обрамлена золотою облямівкою. Відношення ширини прапора до його довжини 1:2.
Зелена смуга на червоному тлі символізує аграрний характер економіки Молдавської РСР.

## Історія
З 10 лютого 1941 року Молдавською РСР використовувався прапор, описаний в 118-ій статті X глави Конституції МРСР: червоне полотнище з зображенням серпа та молота у верхньому лівому куті, над якими жовта абревіатура РССМ (молд. Република Советикэ Сочиалистэ Молдовеняскэ) — Молдавська Радянська Соціалістична Республіка). Збереглись свідчення, що літери розташовувались по дузі.
З лютого 1947 року, після прийняття Президією Верховної Ради СРСР рекомендацій щодо нової символіки союзних республік, співробітниками Молдавської науково-дослідницької бази Академії наук СРСР розпочалась розробка нової символіки Молдавської РСР. На червоному прапорі пропонувалось розмістити червоний, зелений та жовтий кольори «як такі, що найхарактерніші для Молдови».
Новий прапор було затверджено указом Президії Верховної Ради МРСР від 31 січня 1952 року. Відповідні зміни до Конституції МРСР було внесено Верховною Радою 11 квітня 1952 року. Пропорції елементів прапора регулювало «Положення про Державний прапор Молдавської Радянської Соціалістичної Республіки» від 24 грудня 1955 року.
Червоно-зелено-червоний прапор описувався також у 168-ій статті нової Конституції МРСР 1978 року.
Прапор проіснував до 27 квітня 1990 року, коли над будівлею Верховної Ради Молдавської РСР було піднято синьо-жовто-червоний прапор. Першопочатково у центр жовтої смуги пропонувалось вписувати герб Молдавської РСР, однак жодного такого прапора виготовлено не було.
З 2 вересня 1991 року майже ідентичний прапор використовує невизнана Придністровська Молдавська Республіка.

## Галерея
|  |